# Powiat Lenti
Powiat Lenti (węg. Lenti járás) – jeden z sześciu powiatów komitatu Zala na Węgrzech. Siedzibą władz jest miasto Lenti.

## Miejscowości powiatu Lenti
- Lenti – siedziba władz powiatu
- Alsószenterzsébet
- Baglad
- Barlahida
- Belsősárd
- Bödeháza
- Csesztreg
- Csömödér
- Dobri
- Felsőszenterzsébet
- Gáborjánháza
- Gosztola
- Hernyék
- Iklódbördőce
- Kálócfa
- Kányavár
- Kerkabarabás
- Kerkafalva
- Kerkakutas
- Kerkateskánd
- Kissziget
- Kozmadombja
- Külsősárd
- Lendvadedes
- Lendvajakabfa
- Lovászi
- Magyarföld
- Márokföld
- Mikekarácsonyfa
- Nemesnép
- Nova
- Ortaháza
- Páka
- Pórszombat
- Pördefölde
- Pusztaapáti
- Ramocsa
- Rédics
- Resznek
- Szécsisziget
- Szentgyörgyvölgy
- Szijártóháza
- Szilvágy
- Tormafölde
- Tornyiszentmiklós
- Zalabaksa
- Zalaszombatfa
- Zebecke[2]